# Carsten Ramelow
Carsten Ramelow, född 20 mars 1974 i Berlin, är en tysk före detta professionell fotbollsspelare (försvarare, mittfältare).
Ramelow spelade i olika Berlin-klubbar innan han kom till Bayer Leverkusen där han haft sina största framgångar. Ramelow har varit snuddande nära stora titlar: ligatvåa ett flertal gånger, finalförlust i tyska cupen flera gånger och 2002 förlust i finalen i Uefa Champions League. Ramelow kan spela i både försvarslinjen och på mittfältet och trivs bäst i rollen som libero alternativt balansspelare.

## Meriter
- 46 A-landskamper för Tysklands herrlandslag i fotboll
- VM i fotboll: 2002
  - VM-silver 2002
- EM i fotboll: 2000